# المركزي (المخادر)

تعديل مصدري - تعديل

المركزي محلة تابعة لقرية العارضة القديمة، التابعة لعزلة السحول بمديرية المخادر إحدى مديريات محافظة إب في الجمهورية اليمنية، بلغ تعداد سكانها 401 حسب تعداد اليمن لعام 2004.